# Skorpion VZ61
Pour les articles homonymes, voir Skorpion.
Le Skorpion VZ61 (VZ pour vzor, « modèle » en tchèque et en slovaque : « modèle 1961 ») est un pistolet-mitrailleur tchécoslovaque puis tchèque. Dans sa version CZ 91S, le Skorpion entre dans la catégorie des pistolets. Il a été inventé par l'ingénieur Miroslav Rybář et fabriqué par Česká Zbrojovka.

## Caractéristiques

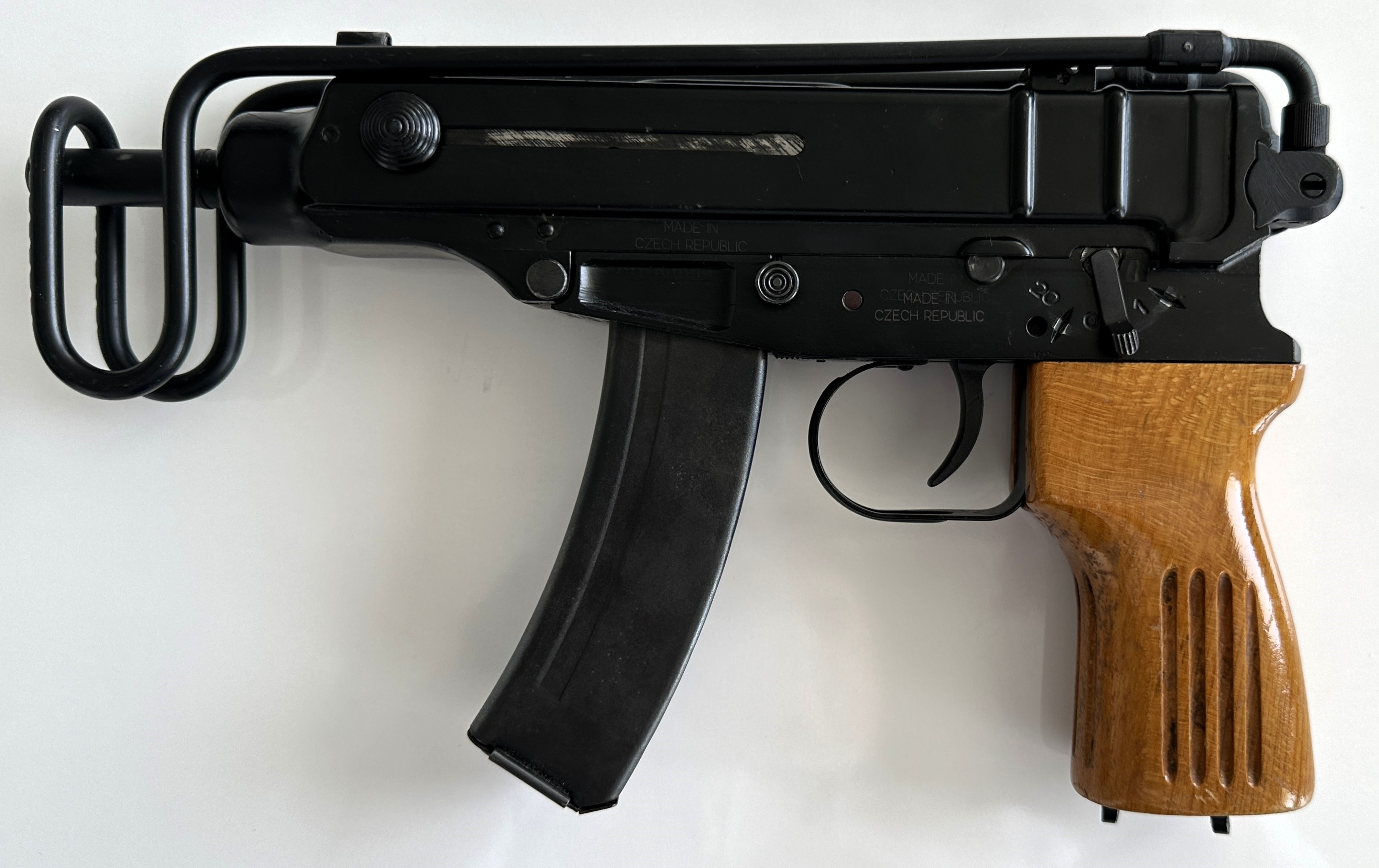
VZ.61 avec crosse repliée.

Cette arme particulièrement compacte a été conçue pour deux usages :
- offrir une puissance de feu importante à courte portée pour des assauts dans des lieux étroits ;
- servir d'arme de défense à la place d'un pistolet, l'arme peut ainsi se porter dans un holster.

C'est essentiellement pour ce premier rôle qu'il a rencontré un important succès. Les munitions de faible puissance pour lesquelles il est chambré le rendent particulièrement utile pour les opérations à bord des avions où la sur-pénétration représente un danger important. 
La première version mise sur le marché en 1961 chambrait le 7,65 Browning. La faible puissance de la munition autorise un mécanisme opéré directement par le recul. Afin de réduire la cadence de tir, un dispositif placé dans la poignée retarde le mouvement de la culasse. L'arme est équipée d'une petite crosse « fil de fer » rabattable sur le dessus, qui offre si nécessaire une précision supérieure à celle d'un pistolet. 
Le Skorpion, qui a été produit à environ 210 000 exemplaires, est employé, entre autres, par les forces armées tchèques, slovènes, croates, égyptiennes et libyennes.

## Versions
D'autres versions chambrées pour des calibres différents ont vu le jour. On compte ainsi :
- vz.64 (prototype chambré 9 mm court),
- vz.65 (prototype chambré en 9 mm Makarov),
- vz.68 (prototype chambré en 9 mm Parabellum),
- Samopal vz.82 (petite série chambrée en 9 mm Makarov),
- vz.61S (version semi-automatique du vz.61),
- vz.91S (version semi-automatique du vz.61),
- Skorpion 82 (version de série chambrée en 9 mm Makarov),
- CZ Skorpion 9 x 19 (version de série chambrée en 9 mm Parabellum qui se distingue par l'emploi de chargeurs droits),
- Zastava M61(j)  (7,65)/M84 (9 mm court)/M85 (version semi-automatique). Ces versions yougoslaves produites sous licence se distinguent par leur poignée en plastique noir.

## Diffusion
Durant la fin du XXe siècle, le Skorpion a été présent dans les pays suivants : Algérie, Angola, Bosnie-Herzégovine, Croatie, Égypte, Irak, Kosovo, Libye, Monténégro, Mozambique, Ouganda, Serbie, Singapour, Slovaquie, Slovénie et République tchèque. Le VZ61 a ainsi été employé dans les guerres de Yougoslavie et d'Iran-Irak.

## Divers
Les Brigades rouges l'ont utilisé pour assassiner Aldo Moro ; il a également été utilisé par l'IRA, le gang de Roubaix (disposant de sa version yougoslave ZCZ M61) et le terroriste Amédy Coulibaly lors de la prise d'otages du magasin Hyper Cacher de la porte de Vincennes  (janvier 2015).

## Le Skorpion dans la culture populaire
Visible dans les mains de personnages joués par Leonardo DiCaprio (agent de la CIA Roger Ferris/Mensonges d'État), Philippe Khorsand (Ratoff/La Vengeance du serpent à plumes), Angelina Jolie (Fox/Wanted : Choisis ton destin), Wesley Snipes (rôle-titre de Blade), Sebastian Stan (dans Captain America : Le Soldat de l'hiver), Keanu Reeves (Neo/Matrix), ou d'Alison Pill (L'institutrice/Snowpiercer), il est choisi par des assassins, des espions, des gangsters ou des terroristes, au cinéma (Banlieue 13, Banlieue 13 : Ultimatum, Ronin, Une chance sur deux ou xXx) ou à la télévision (Alerte Cobra, Julie Lescaut, Mission casse-cou, Nestor Burma, Rex, chien flic, Alias ou The Unit : Commando d'élite).
Il apparaît aussi dans de nombreux jeux vidéo comme Rainbow Six 3: Raven Shield, Far Cry 3, GoldenEye 007,  Kane & Lynch 2 : Dogs Days, Resident Evil 5, Grand Theft Auto V, Far Cry 4, Metal Gear Solid: Portable Ops, Call of Duty: Black Ops, Call of Duty: Mobile.
Le Skorpion ainsi que le PP-2000 sont utilisés comme pistolet-mitrailleur par ChonkyKong et PP2000 TDoll dans Girls' Frontline.
C'est également, dans la littérature, l'une des armes de prédilection du Bourbon Kid et des ennemis du prince Malko Linge ou de L'Exécuteur.

## Sources
1. ↑  Selon le site IMFDB.

- Article « M61 Skorpion » paru sur  le site encyclopedie-des-armes.com.
- M. Bottreau, « Un léger parfum de soufre : le pistolet CZ VZ.61 S en calibre 7,65 Browning » , Action Guns n° 369, mai-juin 2016 (test de la version civile).
- P. Sautereau,  Histoire du SKORPION VZ 61 7.65 / 32 ACP, YouTube, 2018.
- Maître Luger, Skorpion VZ61 - Le petit pistolet-mitrailleur tchécoslovaque,YouTube, 2018.